# HMS Ocean (1944)
HMS Ocean (R68)  był piątym z kolei okrętem o nazwie HMS Ocean pływającym w Royal Navy. Był lekkim lotniskowcem typu Colossus zbudowanym w Glasgow. 8 listopada 1942 położono stępkę pod jego budowę. Zwodowany został 8 lipca 1944, a 8 sierpnia 1945 dopuszczony do służby.
3 grudnia 1945 po raz pierwszy na jego pokładzie wylądował odrzutowiec De Havilland Vampire. Ostatni Fairey Swordfish wykonał oficjalny lot z lotniskowca w październiku 1945. W roku 1948 HMS „Ocean” wspierał wycofywanie brytyjskich sił z Palestyny. Dwa razy zawijał do Korei, po raz pierwszy od maja do października 1952 oraz od maja do listopada 1953.
W sierpniu 1954 dołączył do Home Fleet Training Squadron, wziął aktywny udział podczas kryzysu sueskiego. W pierwszym w historii ataku śmigłowców Westland Whirlwind i Bristol Sycamore startujących z pokładów HMS „Ocean” i HMS „Theseus”, śmigłowce wysadziły 425 ludzi z 45 jednostki specjalnej i 23 tony zapasów w Port Said w ciągu 90 minut. Po kryzysie sueskim okręt nie pełnił już czynnej służby. W roku 1958 przeszedł do rezerwy, a w roku 1962 został zezłomowany w bazie Royal Navy w Faslane.

## Dane taktyczno-techniczne
- wyporność – 13.190 ton
- długość – 192 m
- prędkość – 25 węzłów (46 km/h)
- zasięg – 12.000 mil morskich przy prędkości 14 węzłów (22 200 km przy 26 km/h)
- uzbrojenie:
  - 24 działa dwufuntowe
  - 32 działka kalibru 20 mm
- załoga – 1.300 oficerów i marynarzy
- samoloty – 48